# Erythropodium
Erythropodium is een geslacht van neteldieren uit de klasse van de Anthozoa (bloemdieren).

## Soorten
- Erythropodium astreoide Studer
- Erythropodium caribaeorum (Duchassaing & Michelotti, 1860)
- Erythropodium carybaeorum Kölliker, 1865
- Erythropodium hicksoni (Utinomi, 1972)
- Erythropodium indica (Thomson & Henderson, 1905)
- Erythropodium marquesarum Kükenthal, 1919
- Erythropodium polyanthes Deichmann, 1936
- Erythropodium salomonense Thomson & Mackinnon, 1910